# Vitstjärtad sångsmyg
Vitstjärtad sångsmyg (Gerygone fusca) är en fågel i familjen taggnäbbar inom ordningen tättingar.

## Utseende
Vitstjärtad sångsmyg är en liten och enfärgad tätting med tunn näbb. Ovansidan är grå, undersidan gråaktig eller vitaktig. På stjärten har den ett tydligt svartvit mönster som ses best i flykten. Vidare har en ljus tunn ring runt rött öga. 

## Utbredning och systematik
Vitstjärtad sångsmyg delas in i tre underarter:
- G. f. fusca – förekommer i sydvästra Western Australia
- G. f. exsul – förekommer från norra och centrala Queensland till södra Victoria och östra South Australia
- G. f. mungi – förekommer i det inre av västra Australien, Northern Territory och nordvästra South Australia

## Levnadssätt
Vitstjärtad sångsmyg hittas i skogslandskap i torra inlandsområden, där den är den enda sångsmygen.

## Status och hot
Arten har ett stort utbredningsområde, men tros minska i antal, dock inte tillräckligt kraftigt för att den ska betraktas som hotad. Internationella naturvårdsunionen IUCN listar arten som livskraftig (LC).